# Caupolicana steinbachi
Caupolicana steinbachi är en biart som beskrevs av Heinrich Friese 1906. Caupolicana steinbachi ingår i släktet Caupolicana och familjen korttungebin. Inga underarter finns listade.